# William Hugh Woodin
William Hugh Woodin (23 de abril de 1955 -) es un matemático estadounidense que trabaja en teoría de conjuntos axiomática en la Universidad de Harvard. Woodin ha hecho contribuciones notables la teoría de modelos internos de ZFC y la noción determinación. Un tipo de cardinal grande, el llamado cardinal de Woodin, se llama así por él.

## Biografía
Woodin nació en Tucson (Arizona). obtuvo su doctorado en la Universidad de California-Berkeley en 1984 bajo la dirección de Robert M. Solovay. Su tesis doctoral tuvo el título de Discontinuous Homomorphisms of C(Omega) and Set Theory. Fue el director del departamento de matemáticas de Berkeley durante el curso 2002–2003. Woodin es editor en jefe del Journal of Mathematical Logic. En 2000 fue elegido miembro de la American Academy of Arts and Sciences.
Además, es bisnieto de William Hartman Woodin, antiguo secretario del tesoro.[cita requerida]

## Trabajo
Ha realizado trabajos sobre la teoría de los multiversos genéricos y el concepto relacionado de Ω-lógica, marco dentro del cual sugirió un argumento por el que la hipótesis del continuo es indecidible o falsa en el sentido del platonismo matemático. Woodin critica este punto de vista argumentando que conduce a una reducción contraintuitiva en la que todas las verdades del universo teórico de conjuntos pueden decidirse a partir de una pequeña parte del mismo. Afirma que estos y otros resultados matemáticos relacionados conducen (intuitivamente) a la conclusión de que la Hipótesis del Continuo tiene un valor de verdad y el enfoque platonista es razonable.
Woodin predice ahora que debería haber una forma de construir un modelo interno para casi todos los cardinales grandes conocidos, al que llama el L definitivo y que tendría propiedades similares al Universo construible de Gödel. En particular, la Hipótesis del Continuo sería verdadera en este universo.[cita requerida]